# Jens Risgaard Knudsen
Jens Risgaard Knudsen (* 14. April 1925 in Als; †  29. Januar 1997) war ein dänischer Politiker der Socialdemokraterne, der unter anderem von 1964 bis 1997 Mitglied der Folketing, des dänischen Parlaments, sowie von 1964 bis 1968 Fischereiminister und von 1979 bis 1981 Minister für öffentliche Arbeiten war.

## Leben
Jens Risgaard Knudsen war der Sohn von Superintendent Karl Knudsen (1898–1978) und Maria Morthensen (1897–?) und absolvierte nach dem Besuch der Grundschule eine Berufsausbildung zum Gärtner in Fjerritslev. Im Anschluss arbeitete er von 1945 bis 1949 als Gärtner in Thisted und engagierte sich von 1945 bis 1949 als Vorsitzender der Dänischen Sozialdemokratischen Jugend DSU (Danmarks Socialdemokratiske Ungdom), der Jugendorganisation der Socialdemokraterne, in Thisted sowie zugleich von 1948 bis 1949 als dortiger Vorsitzender des Gemeinsamen Rates der Jugendorganisationen. Er war außerdem von 1946 bis 1949 Vorstandsmitglied des Gärtnerverbandes in Thisted sowie 1949 Vorsitzender der dortigen Arbeitergewerkschaft AFO (Arbejdernes Fællesorganisation). 1949 wurde er hauptberuflicher Sekretär des Dänischen Gärtnerverbandes (Dansk Gartnerforbund) und bekleidete diese Funktion bis 1959, wobei er zugleich von 1954 bis 1959 stellvertretender Vorsitzender dieses Verbandes war. Im Anschluss war er von 1959 bis 1964 Sekretär der Landsorganisationen i Danmark (LO), des größten Gewerkschaftsdachverbandes des Landes, und daneben von 1959 bis 1961 auch Vorsitzender der Kopenhagener Landschaftsgärtner-Genossenschaft.
Risgaard Knudsen, der von 1959 bis 1962 Vorstandsmitglied des Sozialdemokratischen Verbandes von Buddinge, wurde am 22. September 1964 für die Socialdemokraterne erstmals Mitglied der Folketing, des dänischen Parlaments, und vertrat dort bis zum 21. September 1971 den Wahlkreis „Hjørring Amtskreds“ sowie im Anschluss vom 21. September 1971 bis zu seinem Tode am 29. Januar 1997 den Wahlkreis „Nordjyllands Amtskreds“. Kurz nach seiner ersten Wahl wurde er am 8. Oktober 1964 in die Regierung Krag II berufen und bekleidete als Nachfolger von Hans Larsen-Bjerre bis zum 2. Februar 1968 das Amt des Fischereiminister (Fiskeriminister). Persönlich hatte er keine Verbindung zur Fischereiindustrie, aber er hatte 1963 in der großen Fischerstadt Frederikshavn kandidiert und war als effizienter und sehr sachkundiger LO-Sekretär bekannt. Das Fischereiministerium hatte damals weniger Einfluss als später, als die Fischereipolitik in der EG einen so wichtigen Platz einnahm. Nach seinem Ausscheiden aus der Regierung war er von 1969 bis 1976 Mitglied des Staatlichen Ausschusses für Landrecht (Statens Jordlovsudvalg) sowie von 1970 bis 1975 Mitglied des Vertretergremiums des Nordjütländischen Wirtschaftsrates. Des Weiteren fungierte er von 1971 bis 1976 als Vorsitzender der Landwirtschaftskommissionen in den Bezirken Kopenhagen und Westseeland sowie von 1972 bis 1979 als Mitglied der Vertreterversammlung des Fernwärmeunternehmens Det Danske Hedeselskab, dessen stellvertretender Vorsitzender er von 1973 bis 1979 war.

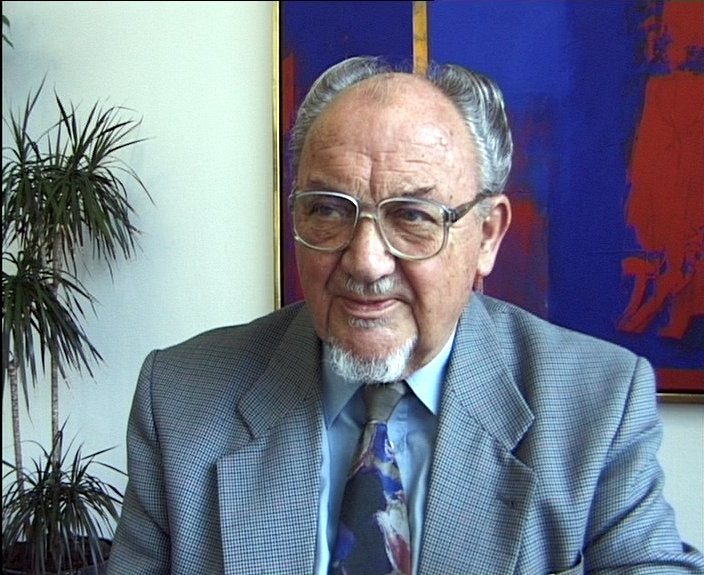
Neben dem Parteivorsitzenden Anker Jørgensen war Jens Risgaard Knudsen als Vorsitzender der Socialdemokraterne-Fraktion eine zentrale Figur mit erheblichem Einfluss in der dänischen Politik.

Nachdem Jens Risgaard Knudsen von Oktober 1972 bis Oktober 1973 stellvertretender Vorsitzender der Socialdemokraterne-Fraktion in der Folketing gewesen war, übernahm er im Oktober 1973 für zwei Monate den Fraktionsvorsitz als Nachfolger von Anker Jørgensen. Danach war er als Stellvertreter von Anker Jørgensen von Dezember 1973 bis Januar 1975 abermals Vizevorsitzender der sozialdemokratischen Folketing-Fraktion. Daneben fungierte er von 1972 bis 1973 als Vorsitzender des Landwirtschafts- und Fischereiausschusses sowie zugleich von 1972 bis 1974 als Vorsitzender des wirtschaftspolitischen Ausschusses der Folketing. Er war zudem von 1972 bis 1974 Mitglied des Folketingausschusses für auswärtige Angelegenheiten sowie zeitgleich Mitglied des Nordischen Rates. 1973 wurde er Mitglied des Exekutivkomitees sowie des Hauptvorstandes der Socialdemokraterne und gehörte diesen beiden Führungsgremien der Partei bis 1978 an.
Im Januar 1975 löste Jens Risgaard Knudsen abermals Anker Jørgensen als Vorsitzender der Socialdemokraterne-Fraktion in der Folketing ab und bekleidete diese Funktion nunmehr bis 1978. Zugleich war er von 1975 bis 1978 erneut Vorsitzender des wirtschaftspolitischen Ausschusses der Folketing und wieder Mitglied des Folketingausschusses für auswärtige Angelegenheiten sowie Mitglied des Nordischen Rates. Des Weiteren gehörte er von 1975 bis 1978 dem Vorstand und dem Exekutivkomitee von A-Pressen, ein 1876 gegründetes Medienunternehmen im Besitz der Gewerkschaftsbewegung, das zu der Zeit Parteiorgane der Sozialdemokraten verlegt hatte. Daneben war er von 1975 bis 1979 stellvertretender Vorsitzender und Mitglied des Exekutivkomitees des Gewerkschaftsdachverbandes LO. Darüber hinaus fungierte er von 1976 bis 1979 als Vorstandsmitglied des Grenzvereins (Grænseforeningen), ein Kulturverein, der 1920 nach der Volksabstimmung in Schleswig gegründet wurde und den dänisch orientierten Bevölkerungsteil südlich der seitherigen Grenze unterstützt.
Er war außerdem von 1977 bis 1978 Vorsitzender des Arbeitsmarktausschusses der Folketing. In diesen Jahren wurde er zu einer zentralen Figur mit erheblichem Einfluss in der dänischen Politik. Ohne sein Zutun geschah kaum etwas Bedeutendes und er nahm im Sommer 1978 an den Verhandlungen zur Bildung einer erweiterten Regierung teil, die am 30. August 1978 mit der Regierung Jørgensen III, der sogenannten „Arbeiter-Bauern-Regierung“ aus Socialdemokraterne (S) und Liberale Partei V (Venstre) endeten. Als dies feststand, teilte er mit, dass er mit der Arbeitsgrundlage nicht einverstanden sei und trat deshalb als Fraktionsvorsitzender zurück. Eine Entscheidung, die erheblichen Aufruhr verursachte und in vielen sozialdemokratischen Kreisen als unangenehm empfunden wurde. Dass es genau so kommen könnte, hatten andere Spitzenpolitiker der Partei allerdings schon im Frühsommer deutlich gemacht. Mit seiner Entscheidung schien er dem LO-Vorsitzenden Thomas Nielsen in dessen Kritik an der Parteiführung zu folgen, betonte jedoch, dass er Meinung der LO und nicht Thomas Nielsen folgte.
Im Frühsommer 1978 hatte man erwartet, dass Risgaard Knudsen als Nachfolger von Karl Skytte zum Parlamentspräsidenten gewählt werden würde, tatsächlich wurde jedoch Knud Børge Andersen neuer Folketingsprecher. Am 26. Oktober 1979 wurde Risgaard Knudsen als Minister für öffentliche Arbeiten (Minister for offentlige arbejder) in die Regierung Jørgensen IV und bekleidete dieses Ministeramt bis zum 15. Oktober 1981, woraufhin Knud Heinesen ihn ablöste. Schnell traten große Probleme auf. Zunächst musste er die Genehmigung für den Bau der Farø-Brücke umsetzen, und dann kam es in Kopenhagen zu chaotischen Zuständen bei Post Danmark, weil ein neu errichtetes, modernes Briefzentrum nicht wie erwartet funktionierte und es außerdem zu gravierenden Mängeln bei der allgemeinen Postverteilung kam. Das Parlament forderte Einsparungen im Postsektor, der Postdienst wurde immer schlechter und die Organisationen, die dieser Entwicklung bei aller Neigung gerne gefolgt wären, hatten die Kontrolle über die Entwicklung verloren, ohne es wahrhaben zu wollen. Es kam zu Konflikten innerhalb der Regierung und mit prominenten Fraktionsmitgliedern wie Kristian Albertsen. Nach seinem Ausscheiden aus der Regierung gehörte er von 1981 bis zu seinem Tode 1997 wieder dem Folketingausschuss für auswärtige Angelegenheiten als Mitglied an und wurde zudem 1985 wieder Vorstandsmitglied des Grenzvereins.
Jens Rusgaard Knudsen war seit dem 8. November 1952 mit Riborg Jensen (1922–?), Tochter der Arbeiter Jens Jensen (1886–1958) und Anna Jensen (1890–1939), verheiratet.